# Сапфир Стюартов

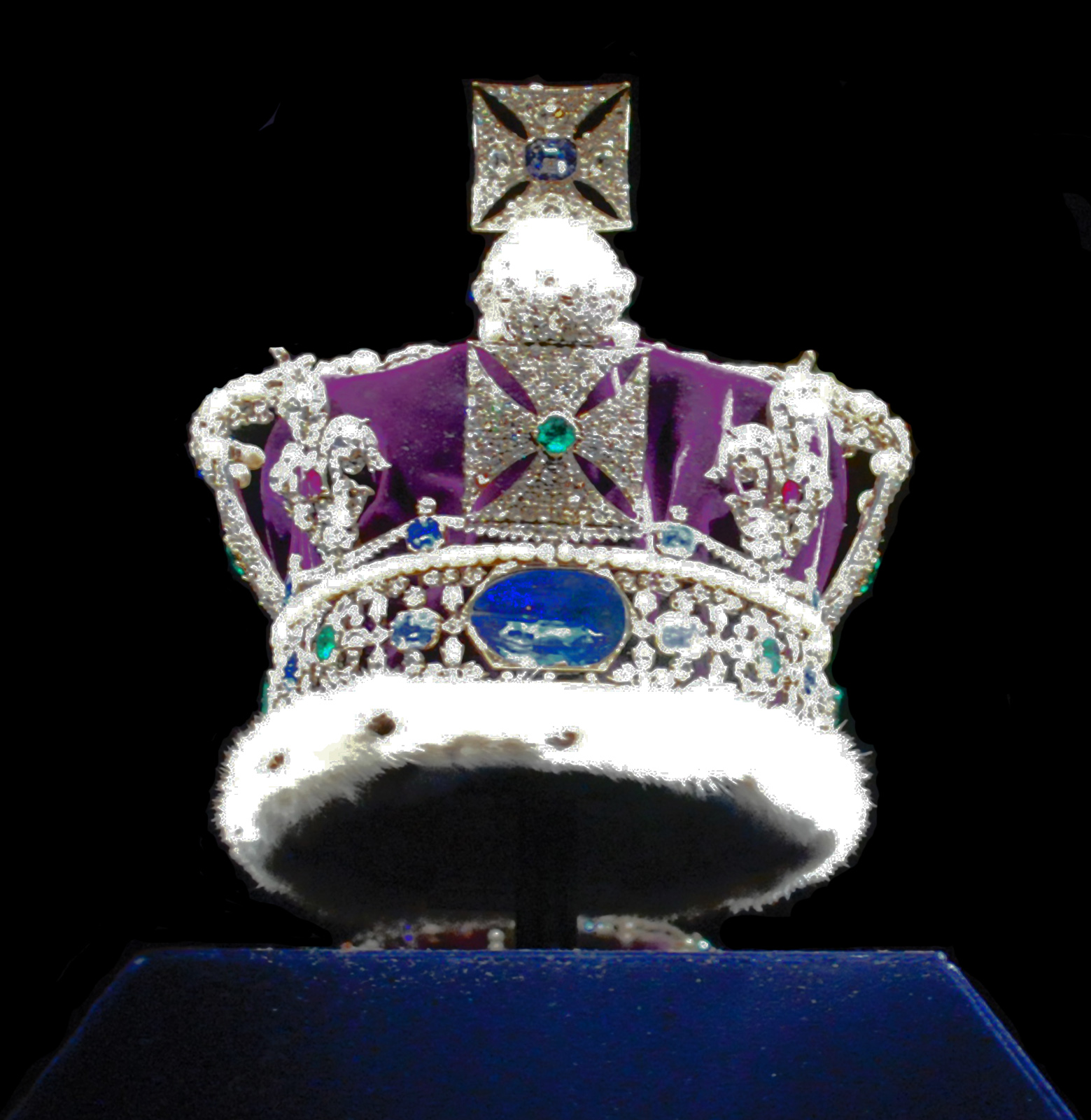
Сапфир Стюартов в основании Короны Британской империи

«Сапфир Стюартов» или «сапфир Карла II» — исторический драгоценный камень шотландской короны, по преданию, вправленный ещё в корону короля Александра II. Кромвель продал его, как и другие коронные драгоценности, а Карл II Стюарт вернул в казну. По приказу Виктории сапфир был вправлен в тыльную сторону короны Британской империи. Ныне он украшает корону Георга VI рядом с осколками «Куллинана» (как и прочие королевские регалии, корона экспонируется в лондонском Тауэре). Размеры камня: 3,8 см в длину и 2,5 см в ширину. Вес: 104 карата.